# Lina Basquette

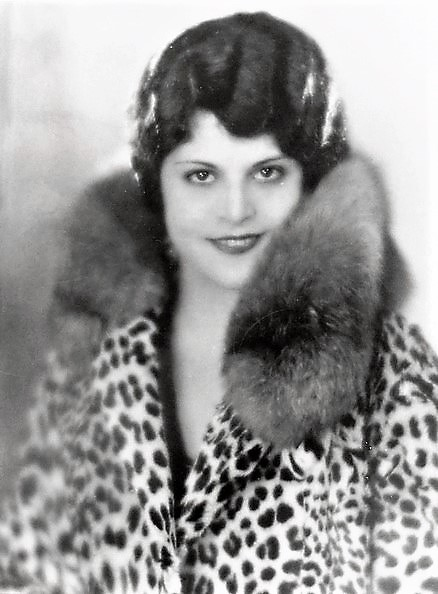
Lina Basquette (1920er-Jahre)

Lina Basquette (eigentlich Lena Copeland Baskette; * 19. April 1907 in San Mateo, Kalifornien; † 20. September 1994 in Wheeling, West Virginia) war eine US-amerikanische Schauspielerin.

## Leben
Lina Basquette war das einzige Kind von Gladys Lee Baskette (geb. Rosenberg) und Frank Elmer Baskette. Nach dem Suizid ihres Vaters heiratete ihre Mutter den Choreografen Ernest Belcher. Ihre jüngere Halbschwester war die Tänzerin Marge Champion.
Sie drehte ihren ersten Film 1916 im Alter von neun Jahren. Bis 1917 trat sie in 16 Filmen auf. 1925 heiratete sie den Hollywoodproduzenten Sam Warner von Warner Bros. Mit 19 Jahren wurde sie 1926 Mutter, und 1927, als Sam Warner einen Tag vor der Premiere seines Films Der Jazzsänger starb, mit 20 Jahren Witwe. Nach dem frühen Tod ihres Mannes kam es zum Streit mit den Warner-Brüdern. Sie erhielt aus einer Lebensversicherung 40.000 Dollar, ein Auto und eine Rente von wöchentlich 85 Dollar, musste jedoch das Sorgerecht für ihre Tochter Lita an die Brüder abgeben und sah ihre Tochter erst nach 30 Jahren wieder. 

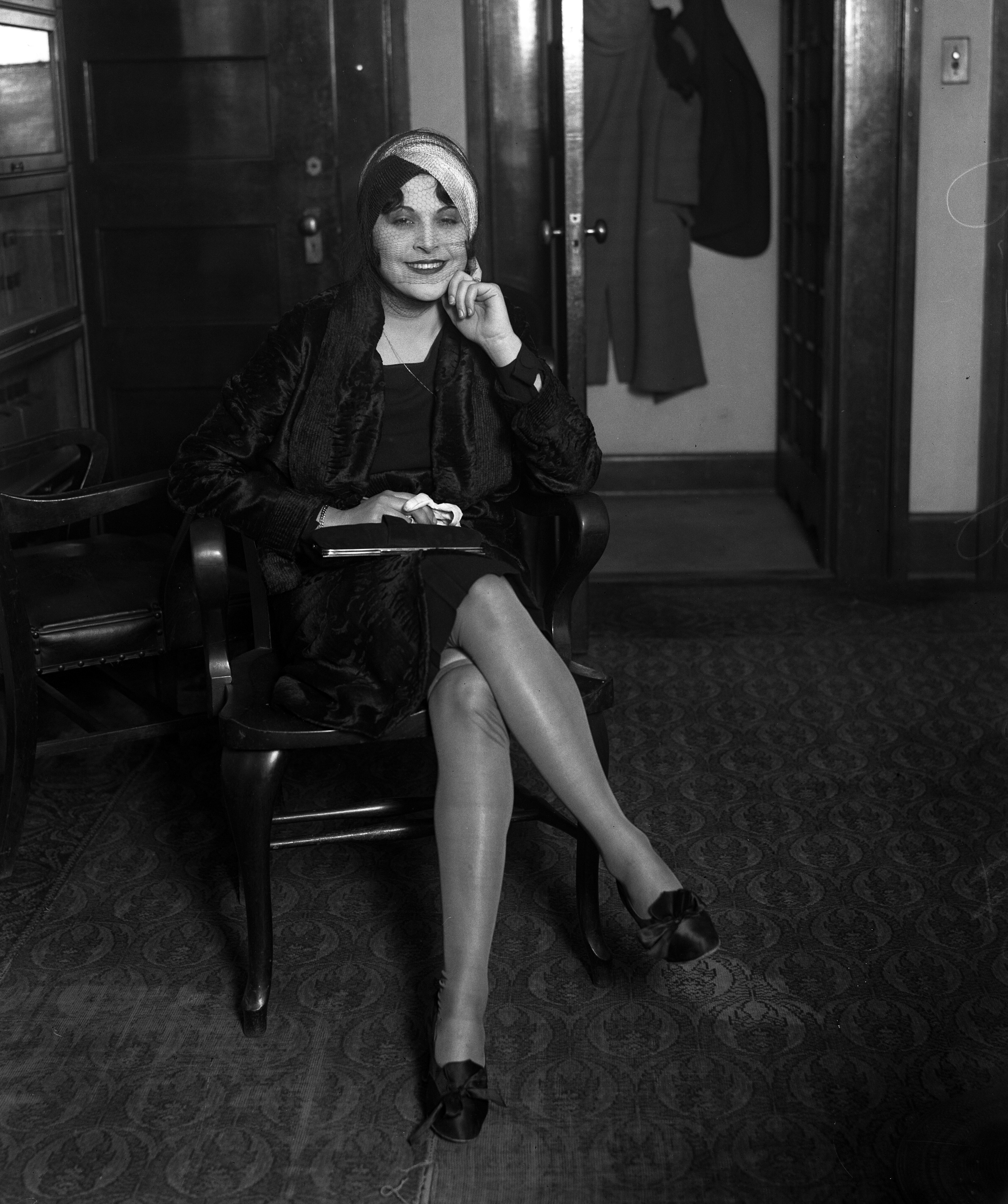
Lina Basquette (um 1928)

1928 wurde sie unter die WAMPAS Baby Stars des Jahres gewählt und erhielt die Titelrolle in Cecil B. DeMilles letztem Stummfilm Das gottlose Mädchen. 1929 spielte sie an der Seite von Jean Hersholt die Hauptrolle in Frank Capras Film Junge Generation, der teilweise bereits als Tonfilm produziert wurde. Mit dem Tonfilm erhielt sie nur noch wenige Rollen und verbrachte ihre Zeit vor allem mit Reisen. Ebenfalls 1929 heiratete sie den Kameramann J. Peverell Marley, die Ehe hielt bis 1930. 1931 heiratete sie den Schauspieler Ray Hallam, der drei Wochen später an Leukämie starb. Noch im selben Jahr heiratete sie den Boxtrainer Theodore Hayes, der jedoch schon mit einer anderen Frau verheiratet, und infolgedessen diese Ehe ungültig war. 1933 heirateten sie ein zweites Mal. Die Ehe brachte einen Sohn hervor und wurde 1935 geschieden. 1937 heiratete sie den Schauspieler Henry Mollison. Von 1947 bis 1951 war sie mit Warner Gilmore verheiratet, mit dem sie eine Tochter hatte. Ihren siebten Ehemann Frank Mancuso ehelichte sie 1959. Das Paar trennte sich noch im selben Jahr, die Ehe wurde aber nie geschieden.
Neben ihren sieben Ehen hatte Basquette auch Affären mit Berühmtheiten wie Jack Dempsey oder Nelson Eddy. 1943 drehte sie ihren bis 1991 letzten Film. Im gleichen Jahr machte sie Schlagzeilen aufgrund ihrer Vergewaltigungsvorwürfe gegen einen jungen US-Soldaten. Der junge Mann erhielt ein Gefängnisurteil von 20 Jahren. Lina Basquette zog sich daraufhin ins Privatleben zurück. In den 1950er Jahren begann sie mit der professionellen Zucht von Deutschen Doggen. Sie erhielt für ihre Hunde zahlreiche Auszeichnungen und war eine anerkannte Schiedsrichterin bei Hundewettbewerben. Die Hunde verkaufte sie in alle Welt, auch Hollywoodstars wie Raymond Burr zählten zu ihren Kunden.
1991 trat sie ein letztes Mal vor eine Filmkamera. Sie spielte eine ältere Dame in Daniel Boyds Film Paradise Park.
Ihr zu Ehren gibt es einen Stern auf dem Hollywood Walk of Fame.

## Filmografie (Auswahl)
- 1916: Shoes
- 1922: Der Klub der Unterirdischen (Penrod)
- 1927: Das Wiener Lied (Serenade)
- 1928: Die Nacht ohne Hoffnung (The Noose)
- 1928: Celebrity – Regie: Tay Garnett
- 1929: Das gottlose Mädchen (The Godless Girl)
- 1929: Junge Generation (The Younger Generation)
- 1931: Der Schrecken von Arizona (Arizona Terror)
- 1931: Goldie – Regie: Benjamin Stoloff
- 1932: The Phantom Express – Regie: Emory Johnson
- 1937: Ebb Tide – Regie: James P. Hogan
- 1992: Paradise Park – Regie: Daniel Boyd